# إنذار غلي الماء

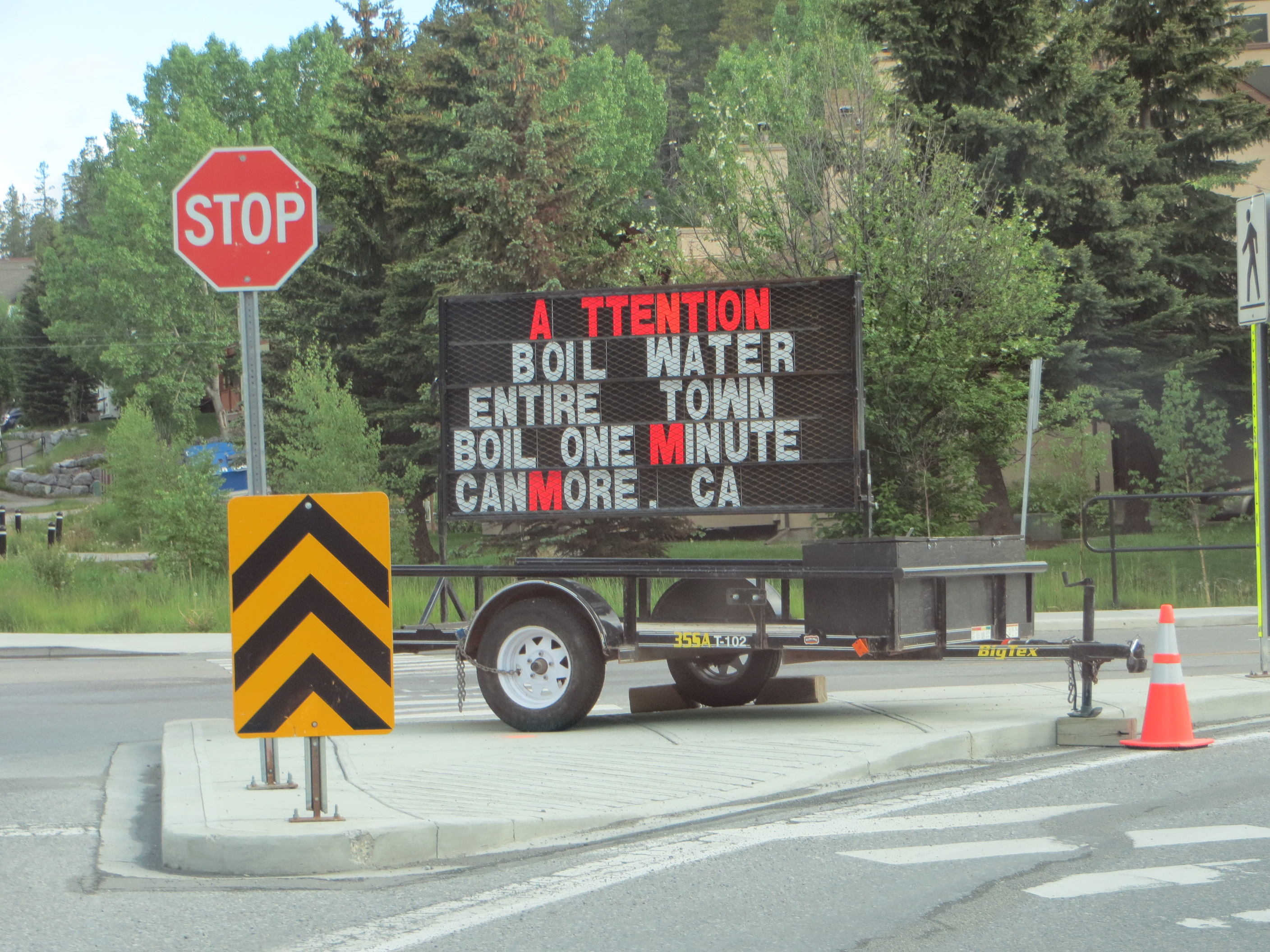
تحذير لتنبيه المواطنين يجب غلي الماء في كَنمُور.

إنذار غلي الماء أو نظام غلي الماء وهو تحذير للصحة العامة من قبل الحكومة أو سلطات الصحة لتنبيه المواطنين أن مياه الشرب قد تكون ملوثة بمسببات الأمراض. بموجب هذا التحذير يطلب من المواطنين غلي الماء لعدة دقائق لتصبح قابلة للاستهلاك أو الشرب لقتل أكبر عدد من البكتريا والتلوث الفيروسي بالإمكان.
من الأسباب الشائعة لذلك هو انعدام ضغط الماء بسبب ضعف في المحطة. وحيث أن نقص ضغط الماء لا يعني بالضرورة تلوثه، لكنه يعني أن المواد المسسبة للأمراض على اتصال مباشر مع الماء في محطة الضخ قد تكون قادرة على النفاذ إلى النظام وتصل إلى المواطنين، الضغط الكبير العادي يمنع نفاذ هذه المواد، حيث أن أي تسرب يجبر الملوثات ان تزاح بعيداً عن المورد.